# Atomiumprijzen
De Atomiumprijzen (Frans: Prix Atomium) zijn Belgische stripprijzen die jaarlijks worden uitgereikt op het stripfestival Stripfeest in Brussel. De prijzen zijn vernoemd naar het Atomium.

## Geschiedenis
Stripfeest werd voor het eerst georganiseerd in 2010. Net zoals andere grote stripfestivals wou de organisatie van het festival ook zijn eigen prijs. Dus werd vanaf 2013 de Prix Saint-Michel uitgereikt op het Stripfeest, maar die samenwerking werd na enkele jaren stopgezet. Vervolgens werkten ze dan samen met de Stichting Raymond Leblanc, waardoor de Prix Raymond Leblanc voortaan op het Stripfeest werd uitgereikt. Vanaf 2017 werd de Prix Raymond Leblanc een onderdeel van de nieuwe Atomiumprijzen. In 2017 werden er zeven Atomiumprijzen uitgereikt. Het jaar daarop kwamen er twee bij: De Prix Atomium de la BD citoyenne en de Bronzen Adhemar. In 2019 werden de Prix Spirou de l'aventure humoristique en de Bronzen Adhemar niet uitgereikt, maar werd de Willy Vandersteenprijs uitgereikt.
In 2020 kwamen er drie prijzen bij: De Prix Atomium Spirou junior, de Prix Atomium Spirou jeunes auteurs en de Prix Atomium des Enfants.

## Prijzen

### Prix Raymond Leblanc de la jeune création
De Prix Raymond Leblanc of voluit Prix Raymond Leblanc de la jeune création (Nederlands: Raymond Leblanc Prijs voor jong talent) is een prijs voor het werk van een opkomende stripauteur die minder dan twee albums gepubliceerd heeft. De prijs wordt uitgereikt door de Stichting Raymond Leblanc. De winnaar krijgt € 20.000 en een contract bij ofwel uitgeverij Le Lombard ofwel uitgeverij Futuropolis. Deze prijs wordt als een van de Atomiumprijzen uitgereikt sinds 2017.
De prijs bestond echter al sinds 2007. Voor het bestaan van de Atomiumprijzen werd de Prix Raymond Leblanc ook al in 2015 en 2016 uitgereikt op het Stripfeest.

### Prix Fédération Wallonie-Bruxelles en bande dessinée
De Prix Fédération Wallonie-Bruxelles en bande dessinée (Nederlands: Stripprijs Federatie Wallonië-Brussel) is een prijs voor het werk van een stripauteur uit de Franse Gemeenschap dat origineel en vernieuwend is. De prijs wordt uitgereikt door de Franse Gemeenschap en de winnaar krijgt € 10.000. Deze prijs wordt als een van de Atomiumprijzen uitgereikt sinds 2017.

### Prix Spirou de l'aventure humoristique
De Prix Spirou de l'aventure humoristique (Nederlands: Robbedoesprijs voor humoristisch avontuur) is een prijs voor het werk van een stripauteur die past bij de traditie van de strips die in het tijdschrift Spirou/Robbedoes verschenen. De prijs wordt uitgereikt door Spirou, de winnaar krijgt € 15.000 en tevens een publicatie in Spirou.
Deze prijs werd als een van de Atomiumprijzen uitgereikt in 2017 en 2018.

### Prix Atomium de Bruxelles
De Prix Atomium de Bruxelles (Nederlands: Atomiumprijs van Brussel) is een prijs voor een werk van een stripauteur waarin de stad Brussel een rol speelt. De prijs wordt uitgereikt door het Brussels Hoofdstedelijk Gewest en de winnaar krijgt € 7500. Deze prijs wordt als een van de Atomiumprijzen uitgereikt sinds 2017.

### Prix Prem1ère du roman graphique
De Prix Prem1ère du roman graphique (Nederlands: Prem1ère-prijs voor graphic novel) is een prijs voor een graphic novel uitgereikt door de RTBF. De winnaar krijgt € 20.000 en extra media-aandacht van de RTBF. Deze prijs wordt als een van de Atomiumprijzen uitgereikt sinds 2017.

### Prix Cognito de la BD historique
De Prix Cognito de la BD historique (Nederlands: Cognitoprijs voor historische strip) is een prijs voor de beste historische strip uitgereikt door de Fondation Cognito. De winnaar krijgt € 3000. Deze prijs wordt als een van de Atomiumprijzen uitgereikt sinds 2017.
De prijs bestond echter al sinds 2012.

### Le Prix Le Soir de la bande dessinée de reportage
De Prix Le Soir de la bande dessinée de reportage (Nederlands: Prijs Le Soir voor reportagestrip) is een prijs voor een strip die te maken heeft met de actualiteit. De prijs wordt uitgereikt door de Belgische krant Le Soir. De winnaar krijgt € 20.000 en extra media-aandacht van Le Soir. Deze prijs wordt als een van de Atomiumprijzen uitgereikt sinds 2017.

### Prix Atomium de la BD citoyenne
De Prix Atomium de la BD citoyenne (Nederlands: Atomiumprijs van de samenleving) is een prijs voor een strip die op een positieve manier aanzet tot nadenken over bepaalde maatschappelijke problemen. De winnaar krijgt € 5000. Deze prijs werd als een van de Atomiumprijzen uitgereikt in 2018, 2019 en 2021.

### Bronzen Adhemar
De Bronzen Adhemar is een prijs voor een Vlaamse stripauteur. De winnaar krijgt € 10.000. Deze prijs werd als een van de Atomiumprijzen uitgereikt in 2018 en 2020, maar de prijs bestond echter al sinds 1977 en werd voordien uitgereikt op het stripfestival Stripgids Festival in Turnhout.

### Willy Vandersteenprijs
De Willy Vandersteenprijs is een prijs voor het beste stripalbum dat de voorbije periode oorspronkelijk in het Nederlands verscheen. De winnaar krijgt € 5000. Deze prijs wordt uitgereikt door Stripgids en Sabam for Culture werd als een van de Atomiumprijzen uitgereikt in 2019 en 2021, maar de prijs bestond echter al sinds 2010. Sinds 2022 wordt de Willy Vandersteenprijs uitgereikt op Stripfestival Breda. Deze prijs wordt niet meer uitgereikt als onderdeel van de Atomiumprijzen.

### Prix Atomium Spirou junior
De Prix Atomium Spirou junior (Nederlands: Atomiumprijs Robbedoes junior) is een prijs voor een kortverhaal van maximaal vier pagina's, dat een eerbetoon is aan de strip Robbedoes en Kwabbernoot. De auteur moet wel achttien jaar oud of jonger zijn. De prijs wordt uitgereikt door het tijdschrift Spirou. De winnaar krijgt een gratis jaarabonnement op Spirou of tien albums indien de winnaar al geabonneerd is. Deze prijs wordt als een van de Atomiumprijzen uitgereikt sinds 2020.

### Prix Atomium Spirou jeunes auteurs
De Prix Atomium Spirou jeunes auteurs (Nederlands: Atomiumprijs Robbedoes jonge auteurs) is een prijs voor een kortverhaal van maximaal vier pagina's, dat een eerbetoon is aan de strip Robbedoes en Kwabbernoot. De auteur moet wel ouder zijn dan achttien jaar en mag maximum drie albums gepubliceerd hebben. De prijs wordt uitgereikt door het tijdschrift Spirou en het tijdschrift publiceert tevens ook het winnende verhaal. De auteur wordt hiervoor vergoed. Deze prijs wordt als een van de Atomiumprijzen uitgereikt sinds 2020.

### Prix Atomium des Enfants
De Prix Atomium des Enfants (Nederlands: Atomiumprijs voor kinderen) is een prijs voor de beste educatieve strip uitgereikt door het Stripfeest en het Foire du Livre. De winnaar krijgt € 3000. Bovendien komt daar ook nog € 7500 bij, dat bedoeld is voor een tentoonstelling over het bekroonde album met steun van het Belgisch Stripcentrum. Deze prijs wordt als een van de Atomiumprijzen uitgereikt sinds 2020.

## Winnaars

### 2017
In 2017 werden er zeven Atomiumprijzen uitgereikt, die in totaal € 100.000 als prijzengeld hadden. Hieronder volgen de winnaars:
- Prix Raymond Leblanc de la jeune création: Saïf van Hélène Aldeguer
- Prix Fédération Wallonie-Bruxelles en bande dessinée: Vivre à Frandisco van Thierry Van Hasselt
- Prix Spirou de l'aventure humoristique: Pebble's Adventures van Nols
- Prix Atomium de Bruxelles: Het licht van Borneo (Robbedoes door...) van Frank Pé en Zidrou
- Prix Prem1ère du roman graphique: Etunwan: Celui qui regarde van Thierry Murat
- Prix Cognito de la BD historique: Joséphine Baker van Catel Muller en Olivier Bocquet
- Prix Le Soir de la bande dessinée de reportage: La Fissure van Guillermo Abril en Carlos Spottorno

### 2018
In 2018 werden er negen Atomiumprijzen uitgereikt, die in totaal € 115.000 als prijzengeld hadden. Hieronder volgen de winnaars:
- Prix Raymond Leblanc de la jeune création: Tanz! van Maurane Mazars
- Prix Fédération Wallonie-Bruxelles en bande dessinée: Het oeuvre van Aurélie William Levaux
- Prix Spirou de l'aventure humoristique: Tim et la fin du monde van Adrien Lemasson
- Prix Atomium de Bruxelles: La ballade des dangereuses van Delphine et Anaële Hermans
- Prix Prem1ère du roman graphique: Petite maman van Halim
- Prix Cognito de la BD historique: Voltaire amoureux van Clément Oubrerie
- Prix Le Soir de la bande dessinée de reportage: Guantánamo Kid van Jérôme Tubiana en Alexandre Franc
- Prix Atomium de la BD citoyenne: Bloesems in de herfst van Zidrou en Aimée de Jongh
- Bronzen Adhemar: Jeroen Janssen

### 2019
In 2019 werden er acht Atomiumprijzen uitgereikt, die in totaal € 90.000 als prijzengeld hadden. Hieronder volgen de winnaars:
- Prix Raymond Leblanc de la jeune création: La Promotion van Victor Pellet
- Prix Fédération Wallonie-Bruxelles en bande dessinée: Fritz Haber van David Vandermeulen[25]
- Prix Atomium de Bruxelles: De laatste farao (Blake en Mortimer) van Thomas Gunzig, Jaco Van Dormael, Laurent Durieux en François Schuiten
- Prix Prem1ère du roman graphique: Malaterre van Pierre-Henry Gomont
- Prix Cognito de la BD historique: Darwin: De reis met the HMS Beagle van Fabien Grolleau en Jérémie Royer
- Prix Le Soir de la bande dessinée de reportage: Ali Aarrass van Manu Scordia
- Prix Atomium de la BD citoyenne: Le fils de L'Ursari van Xavier-Laurent Petit, Cyrille Pomès en Isabelle Merlet[26]
- Willy Vandersteenprijs: Yasmina & de Aardappeleters van Wauter Mannaert

### 2020
In 2020 werden er tien Atomiumprijzen uitgereikt, die in totaal € 101.000 als prijzengeld hadden. Hieronder volgen de winnaars.
- Prix Raymond Leblanc de la jeune création: Nico van Julia Reynaud
- Prix Fédération Wallonie-Bruxelles en bande dessinée: Dominique Goblet
- Prix Atomium de Bruxelles: Belgian rhapsody (Sisco) van Benec en Thomas Legrain
- Prix Prem1ère du roman graphique: Les oiseaux ne se retournent pas van Nadia Nakhlé
- Prix Cognito de la BD historique: Django, vonken en vuur van Efa en Salva Rubio
- Prix Le Soir de la bande dessinée de reportage: Het verval van Jared Muralt
- Bronzen Adhemar: Charel Cambré[29]
- Prix Atomium Spirou junior: Air Tropique van Raphaël Vicat
- Prix Atomium Spirou jeunes auteurs: Jimanju van Jean Sébastien Duclos
- Prix Atomium des Enfants: L’empreinte de H. Price (Lucien et les mystérieux phénomènes) van Delphine Le Lay en Alexis Horellou

### 2021
In 2021 werden er elf Atomiumprijzen uitgereikt, die in totaal € 101.000 als prijzengeld hadden. Hieronder volgen de winnaars.
- Prix Raymond Leblanc de la jeune création: Vents de Montagne, pluies d’océan van Shih-hung Wu
- Prix Fédération Wallonie-Bruxelles en bande dessinée: José Parrondo
- Prix Atomium de Bruxelles: Beatrice van Joris Mertens
- Prix Prem1ère du roman graphique: Incroyable! van Vincent Zabus en Hippolyte
- Prix Cognito de la BD historique: De bom van Alcante, Laurent-Frédéric Bollée en Denis Rodier
- Prix Le Soir de la bande dessinée de reportage: Prison n°5 van Zehra Doğan
- Prix Atomium de la BD citoyenne: Chez toi van Sandrine Martin
- Willy Vandersteenprijs: De walvisbibliotheek van Judith Vanistendael en Zidrou[32]
- Prix Atomium Spirou junior: Voyage vs travail van Camille en Cosma Sené
- Prix Atomium Spirou jeunes auteurs: Naamloos van Thomas Bidault
- Prix Atomium des Enfants: Het geheim van de chef (Yasmina) van Wauter Mannaert